# The Dark Crystal: Age of Resistance
O Cristal Encantado: A Era da Resistência é uma série de web televisão Norte Americana de fantasia/aventura, produzida pela Netflix e pela The Jim Henson Company. A série é um prequel do filme de Jim Henson de 1982, O Cristal Encantado, que explora o mundo de Thra criado para o filme original. A série estreou em 30 de agosto de 2019.

## Sinopse
No planeta Thra, a raça Gelfling descobre que seus adorados senhores, os Skeksis, são na verdade aproveitadores que estão destruindo seu mundo. Três Gelflings - Rian, Brea e Deet - inspiram uma rebelião após descobrirem o terrível segredo por trás do poder dos Skeksis, que ameaça todo seu povo.

## Elenco

### Elenco de voz principal
- Taron Egerton como Rian: Um Gelfling do clã Stonewood, guarda no castelo do cristal.
- Anya Taylor-Joy como Brea: A mais nova das princesas Gelfling do clã Vapra.
- Nathalie Emmanuel como Deet: Nascida Deethra, uma Gelfling do clã Grottan que zela pelos animais e sua famíla.
- Donna Kimball como Aughra: A Guardiã dos Segredos, a personificação do planeta Thra e uma astrônoma.
- Harris Dickinson como Gurjin: Um membro do clã Drenchen e o melhor amigo de Rian.
- Gugu Mbatha-Raw como Seladon: A mais velha das princesas Gelfling do clã Vapra e uma das irmãs de Brea. Ela se torna All-Maudra após a morte de sua mãe.
- Victor Yerrid como Hup: Um Podling que é amigo de Deet. Ele aspira ser um paladino e carrega uma grande colher de pau como sua espada.
- Shazad Latif como Kylan: Um cantor de canções do clã Spriton.
- Hannah John-Kamen como Naia: Membro do clã Drenchen e irmã gêmea de Gurjin.

### Elenco de voz recorrente

#### Gelfling
- Eddie Izzard como Cadia: Um membro do clã Sifa.
- Helena Bonham Carter como Maudra Mayrin/A All-Maudra: Líder do clã Vapra, rainha e mãe de Seladon, Tavra e Brea.
- Caitriona Balfe como Tavra: Guerreira do clã Vapra e uma das irmãs de Brea e Seladon.
- Toby Jones como o bibliotecário: Membro do clã Vapra que trabalha na biblioteca da Cidadela Vapra.
- Dustin Demri Burns como Daudran: Um membro do clã Vapra que supervisiona a Ordem dos Serviços Menores.
- Lena Headey como Maudra Fara: Líder do clã Stonewood.
- Alicia Vikander como Mira: Membro do clã Vapra, uma guarda no castelo do cristal e namorada de Rian.
- Natalie Dormer como Onica: Membro do clã Sifa.
- Mark Strong como Ordon: Membro do clã Stonewood, capitão da guarda do castelo do cristal e pai de Rian.
- Theo James como Rek'yr: Um membro do clã Dousan.
- James Dreyfus como Lath'N: Um membro do clã Grottan e um dos pais de Deet.
- Charlie Condou como Mitjan: Um membro do clã Grottan e um dos pais de Deet.
- Louise Gold como Maudra Argot: Líder do clã Grottan.
- Kemi-Bo Jacobs como Maudra Seethi: Líder do clã Dousan.
- Nina Sosanya como Maudra Mera: Líder do clã Spriton.
- Nimmy March como Maudra Laesid: Líder do clã Drenchen.
- Beccy Henderson como Maudra Ethri: Líder do clã Sifa 
  - Henderson também dubla Bobb'N: Irmão mais novo de Deet e membro do clã Grottan.

#### Skeksis
- Jason Isaacs como O Imperador (skekSo): O líder dos Skeksis e governante do planeta Thra.
- Simon Pegg como O Camareiro (skekSil): O conselheiro-chefe do Imperador e o segundo na linha do trono, planeja se tornar o favorito do Imperador.
- Benedict Wong como o General (skekVar): Um skeksis que é o mais leal ao Imperador.
- Mark Hamill como O Cientista (skekTek): Uma vez um velho amigo de Aughra, O Cientista é um gênio que abusa do Cristal da Verdade para seus experimentos.
- Ralph Ineson como O Caçador (skekMal): O mais veloz e forte dos Skeksis.
- Andy Samberg como O Herege (skekGra): Um Skeksis de bom coração. Anteriormente conhecido como O Conquistador, ele se opôs às decisões de seus companheiros Skeksis e foi forçado ao exílio autoimposto no deserto do Mar de Cristal junto de seu equivalente Místico.
- Keegan-Michael Key como Mestre dos Rituais (skekZok): O sacerdote da Cerimônia do Sol.
- Awkwafina como O Coletador (skekLach): Um Skeksis responsável pela coleta dos tributos dos clãs Gelfling.
- Harvey Fierstein como O Glutão (skekAyuk): O organizador dos banquetes dos Skeksis.
- Alice Dinnean como O Ornamentalista (skekEkt): O designer das roupas dos Skeksis.
- Neil Sterenberg como O Arquivista (skekOk) : O historiador do Castelo do Cristal.

#### urRu/Místicos
- Ólafur Darri Ólafsson como urVa/O Arqueiro: Um Místico heróico, benevolente, honrado e leal que é o equivalente de skekMal/O Caçador.
- Bill Hader como urGoh/O Andarilho: O equivalente Místico de skekGra/O Herege, que fala devagar e vive com seu colega no deserto do Mar de Cristal.

#### Outros
- Dave Goelz como Baffi: O Fizzgig de tapa-olho da Maudra Fara.
- Theo Ogundipe como Vliste-Staba: A Árvore Santuário.
- Sigourney Weaver como a Oradora: A narradora da série.

Vozes adicionais de Warrick Brownlow-Pike, Dave Chapman, Stewart Clarke, Kevin Clash, Alice Dinnean, Barbara Drennan, Damian Farrell, Louise Gold, Beccy Henderson, Isabella Laughland, Omar Malik, Sarah Beck Mather, Jack Myers, Mark Restuccia, Irfan Samji, Helena Smee, Katherine Smee, Neil Sterenberg, Olly Taylor, e Victor Yerrid. 

### Bonequeiros
- Warrick Brownlow-Pike como Skeksis skekSil/O Camareiro, Lath'N, Maudra Laesid, Podling Servo # 1, Paladino Ruivo.
- Dave Chapman como Gelflings Gurjin, Ordon e Skeksis skekSo/O Imperador.
- Kevin Clash como Aughra, Skeksis skekVar/O general, skekMal/O caçador, O bibliotecário Gelfling.
- Daniel Dewhirst como os Garthim.
- Alice Dinnean como Gelflings Brea, Maudra Fara, Bobb'N, Skeksis skekEkt/O Ornamentalista.
- Barnaby Dixon como Skeksis skekGra & urGoh
- Damian Farrell como Skeksis skekGra/O Conquistador/O Herege, Legado
- Louise Gold como Gelflings Onica, Maudra Argot, Maudra Ethri, Maudra Mayrin, Skeksis skekAyuk/ O Glutão, Podling Servo #2
- Beccy Henderson como Gelflings Deet e Naia
- Nick Kellington como Skeksis skekMal/O Caçador (Perfomista)
- Helena Smee como Gelflings Seladon, Mira e Skeksis skekLach/O Coletador
- Katherine Smee como Aughra, Gelfling Deet, Skesis skekVar/O General, SkekSil/O Camareiro, Podling Hup
- Neil Sterenberg como Gelflings Rian, Tavra e Skeksis skekOk/O Arquivista
- Olly Taylor como Gelflings Rek'yr, Cadia, Daudran, Skeksis skekTek/O Cientista, Místicos urGoh/O andarilho urVa/O Arqueiro
- Victor Yerrid como Podling Hup, Mitjan, Skeksis skekZok/Mestre dos Rituais, Gelfling Kylan

## Episódios
| N° | Título                                     | Dirigido por    | Escrito por                      | Exibido em           |
| -- | ------------------------------------------ | --------------- | -------------------------------- | -------------------- |
| 1  | "Fim. Começo. Uma única coisa."            | Louis Leterrier | Jeffrey Addiss & Will Matthews   | 30 de Agosto de 2019 |
| 2  | "Nada mais é simples"                      | Louis Leterrier | J.M. Lee                         | 30 de Agosto de 2019 |
| 3  | "O que foi desfeito e partido"             | Louis Leterrier | Vivian Lee                       | 30 de Agosto de 2019 |
| 4  | "A primeira coisa que me lembro é do fogo" | Louis Leterrier | Simon Racioppa & Richard Elliott | 30 de Agosto de 2019 |
| 5  | "Ela sabe todos os segredos"               | Louis Leterrier | Jeffrey Addiss & Will Matthews   | 30 de Agosto de 2019 |
| 6  | "Só por um Gelfling..."                    | Louis Leterrier | Kari Drake                       | 30 de Agosto de 2019 |
| 7  | "Hora de eu agir"                          | Louis Leterrier | Javier Grillo-Marxuach           | 30 de Agosto de 2019 |
| 8  | "Os profetas não sabem de tudo"            | Louis Leterrier | Simon Racioppa & Richard Elliott | 30 de Agosto de 2019 |
| 9  | "O Cristal nos chamou"                     | Louis Leterrier | Margaret Dunlap                  | 30 de Agosto de 2019 |
| 10 | "Uma parte se perdeu"                      | Louis Leterrier | Jeffrey Addiss & Will Matthews   | 30 de Agosto de 2019 |

## Produção

### Pré-produção
Inicialmente concebido como uma sequência do longa-metragem O Cristal Encantado, intitulado The Power of the Dark Crystal (O Poder do Cristal Encantado), o projeto ficou anos em estado de desenvolvimento. Em 2012, o diretor Louis Leterrier demonstrou interesse em se juntar á Jim Henson Productions logo após o lançamento de Fúria de Titãs (2010), esperando interessar grandes estúdios, mas foi constantemente rejeitado, pois de acordo com ele, os estúdios estavam apenas interessados em Transformers (série de filmes), e muitos executivos nunca nem haviam ouvido falar de O Cristal Encantado. Foi durante esse impasse que Leterrier decidiu filmar uma prequel ao invés de uma sequência, por causa da riqueza de materiais disponíveis nas notas de Jim Henson e Frank Oz em relação ao universo do filme original. Lisa Henson identificou a "Parede do Destino" do filme original como um "ponto de partida": "O que era essa cultura? O que foi perdido? O que foi essa linda civilização Gelfling?" Jeff Addiss, Will Matthews e Javier Grillo Marxuach, todos fãs de O Cristal Encantado, foram posteriormente contratados como escritores da série. O projeto foi eventualmente vendido para a Netflix após Leterrier encontrar um executivo que dividia do entusiasmo da equipe sobre o filme original. 

### Desenvolvimento
Em maio de 2017, foi anunciado que a The Jim Henson Company, em parceria com a Netflix, produziria um prequel do filme O Cristal Encantado. A série, escrita por Jeffrey Addiss, Will Matthews e Javier Grillo-Marxuach, começou a ser filmada no Reino Unido em novembro de 2017, com Louis Leterrier atuando como diretor.
Na Comic Con de Nova Iorque em 2018, Leterrier insistiu que a série usaria fantoches e não computação gráfica, exceto pelo uso de telas verdes para remover os bonequeiros. No dia 17 de dezembro de 2018, no 36.° aniversário do lançamento do filme original, o elenco de voz foi revelado, junto com algumas imagens dos personagens Gelflings principais. No dia 30 de maio de 2019, a Netflix lançou um teaser trailer e pôsteres da série, anunciando a data de seu lançamento oficial para o dia 30 de agosto de 2019. 

### Design
Os fantoches foram fabricados no início de 2017 na Jim Henson's Creature Shop em Los Angeles, depois exportados para os Langley Studios nos arredores de Londres, com Dave Goelz, veterano dos Muppets e o artista conceitual de O Cristal Encantado, Brian Froud, participando na performance e design dos personagens. Além dos novos esboços de Froud, o livro de ligação do filme original, The World of the Dark Crystal (O Mundo do Cristal Encantado), foi usado como referência. Outras fontes de inspiração na construção do mundo de Thra incluem A Guerra dos Tronos e Avatar: O Último Mestre do Ar.
De acordo com Toby Froud, o programa faz uso de 20 fantoches principais, mais 90 para papéis secundários. Ao contrário do filme original, os fantoches de Gelfling exigem apenas dois bonequeiros, ao invés de quatro como ocorria em O Cristal Encantado, permitindo assim maior liberdade de movimento. Além disso, enquanto os componentes animatrônicos dos bonecos Gelfling do filme original eram controlados por cabos, as partes mecânicas dos novos Gelflings são operadas remotamente através de um controle Wii modificado.

### Futuro
Em 2 de setembro de 2019, a IndieWire relatou que Addiss e Matthews estavam interessados e se preparavam para uma possível segunda temporada: Em uma entrevista, Matthews disse: "Se tivermos sorte o suficiente para obter mais temporadas, a história continuará e já sabemos para onde está indo e talvez seja mais esperançoso do que você imagina", com Addiss adicionando: "Também temos um documento concreto para a segunda temporada. Então, estamos prontos para começar."

## Marketing
Em 30 de maio de 2019, o primeiro trailer da série foi lançado e recebeu uma resposta favorável, com Tasha Robinson, escrevendo para The Verge, 'o que é mais atraente nesse trailer, é a impressionante fidelidade ao filme original'.

## Recepção

### Crítica
A série ganhou aclamação mundial. No site de reviews Rotten Tomatoes, a série tem 86% de "certificado fresco" com uma avaliação de 8.55/10, baseada em 65 reviews. O consenso crítico do site diz, "Uma épica aventura fantástica que irá satisfazer fãs de longa data e os mais recentes, A Era da Resistência expande excepcionalmente a história por trás de O Cristal Encantado, elaborando novos mitos sem perder de vista a humanidade do coração da estória." No Metacritic, a série alcançou uma avaliação de 85 de 100, baseada em 18 críticas, indicando "aclamação universal". 
Em uma crítica positiva para RogerEbert.com, o crítico Matt Fagerholm se referiu à série como "Simplesmente, um dos maiores épicos de fantasia de todos os tempos, uma obra-prima da arte da marionete, alinhada com a filosofia humanística de Jim Henson desde o filme que seu filho Brian dirigiu The Muppet Christmas Carol  de 1992". Matt Zoller Seitz, do Vulture, elogiou da mesma forma a série, dizendo: "A Era da Resistência é como um imenso show de mágica de dez horas, cativante até nos mínimos detalhes maravilhosos. Esta é uma conquista artística totalmente impressionante e uma continuação alegre da tradição Henson."  
Em uma crítica majoritariamente positiva, Keith Phipps, da TV Guide, afirmou que "A Era da Resistência é, em muitos aspectos, uma conquista extraordinária. O que não quer dizer que não tenha problemas ao longo do caminho." Em uma crítica mais mista para o The Daily Telegraph, Ed Power escreveu: "Há prazeres em assistir bonecos fantásticos correndo, beijando e cutucando os olhos uns dos outros. Mas O Cristal Encantado está com tanta pressa de criar um respingo que mergulha no fundo do poço muito cedo."    